# Who Do You Think You Are
Uzasadnienie: obie piosenki zostały wydane na wspólnym singlu
Who Do You Think You Are – czwarty i ostatni podwójny singel brytyjskiej grupy Spice Girls z pierwszej płyty zespołu Spice. Został on wydany na jednym „A-sidzie” wraz z utworem „Mama”. Słowa do piosenki napisały Spice Girls współpracując z Paulem Wilsonem i Andym Walkinsem. Utwór został wydany mniej więcej w Dniu Komika i stał się piosenką Comic Relief 1997. B-sidem singla jest „Baby Come Round”. Długość utworu wynosi 3:59 minuty, choć tzw. „radio edit” 3:44 minuty. Produkcją zajęła się grupa Absolute.

## Teledysk
Istnieją dwa dostępne teledyski. W pierwszym, reżyserowanym przez Grega Masuaka, Spicetki wykonują swoje solo, tańcząc w kolorowych i abstrakcyjnych pomieszczeniach o kształcie sześcianu. W międzyczasie przebrani ludzie wykonują niezwyczajne triki i miny. Na drugim muzycznym wideo widzimy satyryczne Spice Girls (Kathy Burke, Lulu, Dawn French, Jennifer Saunders i Llewelle Gideon), które pojawiają się za oryginalnymi członkiniami zespołu. Fragment tej wersji został umieszczony w dokumencie „One Hour of Girl Power”.

## Rozpoznawalność
Piosenka „Who Do You Think You Are?” została rozpowszechniona dzięki oryginalnemu strojowi Geri Halliwell podczas wykonywania utworu na rozdaniu „1997 Brit Awards”. Ginger miała na sobie sukienkę z motywem flagi brytyjskiej, co przykuło uwagę zarówno fanów, jak i mediów.
Po odejściu z zespołu Geri, na kolejnych trasach koncertowych jej solo wykonywały Melanie Chisholm i Melanie Brown.

## Return of the Spice Girls
Na trasie mającej promować reaktywację zespołu w 2007 roku i nową płytę „Greatest Hits”, Spice Girls zaśpiewały utwór, będący jedną z ich najpopularniejszych piosenek. Wykonując go, miały na sobie charakterystyczne dla ich nicku i osobowości stroje:
- Ginger Spice – odnowioną sukienkę z motywem flagi brytyjskiej,
- Scary Spice – strój (catsuit) w „panterkę”,
- Sporty Spice – purpurowy, sportowy dres,
- Baby Spice – dziecinnie różowy płaszcz,
- Posh Spice – elegancką, czarną mini

Podczas wykonywania solo, Ginger była otoczona przez tancerzy z flagami brytyjskimi, Baby przez tancerzy z różowymi ubraniami, Sporty przez tancerzy stojących z nią na bokserskim ringu, Posh stała na „wybiegu” z tancerzem w eleganckim garniturze, a Scary wyłoniła się na podeście z podziemi, leżąc na skórzanej kanapie. Po finale piosenki Posh miała swoje koncertowe solo (Catwalk).

## Wydania i certyfikaty
- 3 marca 1997 – Wielka Brytania
- 16 kwietnia 1997 – Japonia
- 7 lipca 1997 – Australia

Singel ten nie został wydany w USA, w przeciwieństwie do poprzednich utworów.
- Francja (SNEP) – srebro
- Niemcy (IFPI), Holandia (NVPI) – złoto
- Wielka Brytania (BPI) – platyna.